# Nausibius gigas
Nausibius gigas es una especie de coleóptero de la familia Silvanidae.

## Distribución geográfica
Habita en Brasil.